# Аимбетов, Айдын Аканович
Айды́н Ака́нович Аимбе́тов (род. 27 июля 1972) — казахстанский космонавт, Народный Герой Казахстана (2015), генерал-майор ВВС Казахстана.
Со 2 по 12 сентября 2015 года совершил космический полёт в качестве бортинженера-2 транспортного пилотируемого корабля (ТПК) «Союз ТМА-18М» к Международной космической станции (МКС). Являлся членом экспедиции посещения ЭП-18 на МКС. Вернулся на Землю на ТПК «Союз ТМА-16М». Продолжительность полёта составила 9 суток 20 часов 13 минут 51 секунду.

## Биография
Айдын Аканович Аимбетов родился 27 июля 1972 года в селе Заря Коммунизма Талды-Курганского района Талды-Курганской области Казахской ССР (ныне село Отенай Жетысуской области Казахстана). Происходит из рода жалайыр.
В 1989 году после окончания средней школы № 20 в городе Талды-Курган с золотой медалью, поступил в Армавирское высшее военное авиационное Краснознамённое училище лётчиков имени Главного маршала авиации П. С. Кутахова, которое окончил в 1993 году по специальности «командная тактическая истребительной авиации» и получил квалификацию лётчика-инженера.
С мая 1993 года проходил службу в Военно-воздушных силах Республики Казахстан на должностях лётчика, старшего лётчика, командира авиационного звена на авиабазе «Барсы Жетысу» близ города Талдыкорган. Освоил самолеты Л-39, МиГ-23МЛ, МиГ-27МД, Су-27. Является инструктором парашютно-десантной подготовки, а также офицером-водолазом. В 1993 году подал первое заявление о зачислении в отряд космонавтов. 5 мая 2001 года повторно подал заявление для отбора в первый отряд космонавтов Казахстана. На тот момент имел более 470 часов налёта и совершил свыше 360 прыжков с парашютом. Летом 2002 года в рамках реализации российско-казахстанской договорённости о проведении совместного космического полёта прошёл медицинскую комиссию в Институте медико-биологических проблем в Москве. 9 ноября 2002 года был рекомендован для включения в отряд космонавтов Республики Казахстан. 17 декабря 2002 года прошёл главную медицинскую комиссию и получил допуск к тренировкам. 29 мая 2003 года начал подготовку в составе группы российских кандидатов в космонавты.
С 16 июня 2003 года проходил общекосмическую подготовку в Центре подготовки космонавтов имени Ю. А. Гагарина (ЦПК) в Звёздном городке. 28 июня 2005 года сдал государственные экзамены в ЦПК с оценкой «отлично». 5 июля 2005 года решением Межведомственной квалификационной комиссии ему была присвоена квалификация «космонавт-испытатель». Продолжал подготовку в группе космонавтов по программе полёта на Международную космическую станцию. В 2006 году окончил физико-математический факультет Жетысуского государственного университета имени И. Жансугурова по специальности «физика и информатика».
В ноябре 2008 года вместе космонавтом М. Р. Аймахановым рассматривался в качестве кандидата в состав основного экипажа космического полёта осенью 2009 года. Однако в апреле 2009 года руководство Роскосмоса получило официальное письмо от главы Казкосмоса, что «по финансовым вопросам по решению правительства они снимают с полёта казахстанского космонавта» (полёт оценивался в 30 млн долларов).
15 декабря 2009 года Аимбетов принёс присягу государственного служащего как советник председателя Казкосмоса. Позже работал советником председателя Национального космического агентства Республики Казахстан, директором департамента агентства, а с марта 2011 года заместителем начальника отдела информационно-образовательного обеспечения космических технологий в Институте космических исследований имени Султангазина. В апреле 2014 года был назначен заместителем директора ДТОО «Институт космической техники и технологий» акционерного общества «Национальный центр космических исследований и технологий» Казкосмоса. С весны 2012 года преподавал в Школе юных космонавтов во Дворце школьников в Астане и руководил кружком «3D моделирования».
12 октября 2012 года постановлением Правительства Республики Казахстан № 1304 ему был присвоен статус космонавта Республики Казахстан. В 2014 году присвоено звание полковника военно-воздушных сил Республики Казахстан. В мае 2014 года на пресс-конференции председатель национального космического агентства Талгат Мусабаев сообщил, что Аимбетов рассматривается в качестве основного кандидата в космонавты, который может отправиться на МКС от Казахстана в 2017 году.
5 января 2016 года и. о. президента АО "НК «Қазақстан Ғарыш Сапары» Нургужиным М. Р. был подписан приказ о назначении А. Аимбетова вице-президентом по созданию и эксплуатации космических систем АО "НК «Қазақстан Ғарыш Сапары».
Указом Президента Республики Казахстан от 5 мая 2016 года № 245 ему присвоено воинское звание генерал-майор авиации.

## Подготовка к космическому полёту
26 мая 2015 года руководитель пресс-службы Аэрокосмического комитета Министерства по инвестициям и развитию Казахстана (которому переданы функции Казкосмоса) Ербол Давлетов сообщил РИА Новости, что Казкосмос обсуждает и прорабатывает вопрос отправки на МКС в сентябре 2015 года космонавта Айдына Аимбетова вместо британской певицы Сары Брайтман, отказавшейся 13 мая 2015 года от 10-дневного космического полёта.
22 июня 2015 года Межведомственная комиссия в Центре подготовки космонавтов утвердила Аимбетова в качестве участника космического полёта ТПК «Союз ТМА-18М». В июле его статус был заменён на «бортинженер-2» в соответствии с квалификацией. Дублёром Аимбетова был назначен российский космонавт Сергей Прокопьев. Старт космического корабля «Союз ТМА-18М» с космодрома Байконур был запланирован на сентябрь 2015 года. Вместе с Аимбетовым готовились к полёту на орбиту российский космонавт Сергей Волков и европейский астронавт Андреас Могенсен.
28 июля 2015 года решением Государственной медицинской комиссии был признан годным к космическому полёту по состоянию здоровья. 6—7 августа 2015 года участвовал в комплексных тренировках в качестве бортинженера основного экипажа корабля. 7 августа экипаж сдал зачётную тренировку на тренажере ТПК «Союз ТМА-М». 10 августа решением Межведомственной комиссии рекомендован вместе с членами основного и дублирующего экипажей МКС-45/46/ЭП-18 к продолжению предполётной подготовки на космодроме Байконур. 18 августа 2015 года основной экипаж пилотируемого космического корабля «Союз ТМА-18М» прибыл на космодром Байконур и приступил к подготовке к полёту. 26 августа 2015 года между Роскосмосом и Казкосмосом был подписан контракт на полёт казахстанского космонавта Аимбетова в качестве бортинженера на МКС, 1 сентября решением Государственной комиссии он был утверждён бортинженером-2 экипажа ТПК «Союз ТМА-18М».

## Космический полёт
| # | Стартовый корабль | Старт, UTC        | Экспедиция        | Корабль посадки | Посадка, UTC      | Налёт                                | Выходы в открытый космос | Время в открытом космосе |
| - | ----------------- | ----------------- | ----------------- | --------------- | ----------------- | ------------------------------------ | ------------------------ | ------------------------ |
| 1 | Союз ТМА-18М      | 02.09.2015, 07:37 | Союз ТМА-18М, МКС | Союз ТМА-16М    | 12.09.2015, 03:32 | 9 суток 20 часов 13 минут 51 секунда | 0                        | 0                        |

Полёт начался 2 сентября 2015 года. «Союз ТМА-18М» с экипажем в составе: командира корабля С. Волкова, бортинженеров А. Аимбетова и А. Могенсена стартовал в 7 часов 37 минут MSK со стартового комплекса площадки № 1 («Гагаринский старт») космодрома Байконур к МКС. Это был 500-й пуск ракеты-носителя с «Гагаринского старта». Подлёт космического корабля к МКС проходил по двухсуточной схеме. 3 сентября в 8 часов 40 минут корабль совершил манёвр отклонения от отработавшей 3-й ступени японской ракеты-носителя, запущенной в 1989 году. Стыковка корабля с орбитальной станцией была проведена в автоматическом режиме 4 сентября. ТПК «Союз ТМА-18М» был пристыкован в 10 часов 39 минут к малому исследовательскому модулю (МИМ2) «Поиск» российского сегмента МКС.
Во время космического полёта Аимбетов провёл ряд физико-космических экспериментов, в частности, «Ураган», «Релаксация», эксперимент по изучению влияния радиации на человека в космосе, а также космический мониторинг состояния экологии Аральского и Каспийского морей. На орбиту Аимбетов взял с собой флаг Республики Казахстан и флаг ВВС Казахстана, а также для проведения эксперимента «Дастархан-6» казахские национальные блюда в сублимированном виде с витаминными добавками, повышающие работоспособность и укрепляющие иммунитет — айран, иримшик (твёрдый сыр из овечьего молока), курт, сухое кобылье молоко, суп харчо, печенье и мясо по-казахски.
Аимбетов и Могенсен являлись членами экспедиции посещения ЭП-18. Их возвращение на Землю состоялось 12 сентября 2015 года на космическом корабле «Союз ТМА-16М», командиром которого был космонавт Г. И. Падалка, находившийся на МКС с 27 марта 2015 года. ТПК «Союз ТМА-16М» 12 сентября в 00 часов 29 минут по московскому времени отстыковался от Международной космической станции, и в 3 часа 32 минуты 34 секунды его спускаемый аппарат успешно приземлился в казахской степи в 146 километрах юго-восточнее города Джезказган. Продолжительность полёта Аимбетова составила 9 суток 20 часов 13 минут 51 секунда. Стал первым гражданином Республики Казахстан, совершившим полёт в космос.
Стоимость контракта на полёт Аимбетова на МКС составила один миллиард сто миллионов рублей.

## Семья, личная жизнь, увлечения
Женат на Лилии Алмуханбетовне Аимбетовой (в девичестве Донсебаева) — родилась в городе Байконур, домохозяйка. В семье трое детей: сын Амир (род. 1998), дочери — Диана (род. 2000) и Даяна (род. 2006).
Предпочитает семейные прогулки на велосипедах, летом катание на роликах, а зимой на лыжах.

## Награды и звания
- Народный Герой Казахстана[24] (14.10.2015).
- орден Отечества[25] (14.10.2015)
- звание «Лётчик-космонавт Казахстана»[26] (14.10.2015).
- медаль «20 лет независимости Республики Казахстан»
- знак «50 лет первого полёта человека в космос» — ведомственная награда Казкосмоса[1].
- почётный гражданин Талдыкоргана[27] (15.10.2015)
- памятная медаль «Генерал-майор авиации Талгат Бегельдинов» (Республиканское общественное объединение «Ветераны Вооружённых сил РК»)[28]
- юбилейная медаль «25 лет казахстанской полиции»[29]
- генерал-майор авиации (05.05.2016)[11].
- Орден «Мир и согласие» («Бейбітшілік пен Келісім») (2024 год, Православная церковь Казахстана)[30].